# Rhopocichla
Rhopocichla een geslacht van zangvogels uit de familie van de timalia's (Timaliidae).

## Soorten
Het geslacht kent de volgende soort:
- Rhopocichla atriceps (Zwartvoorhoofdbabbelaar)